# Ciałko białawe

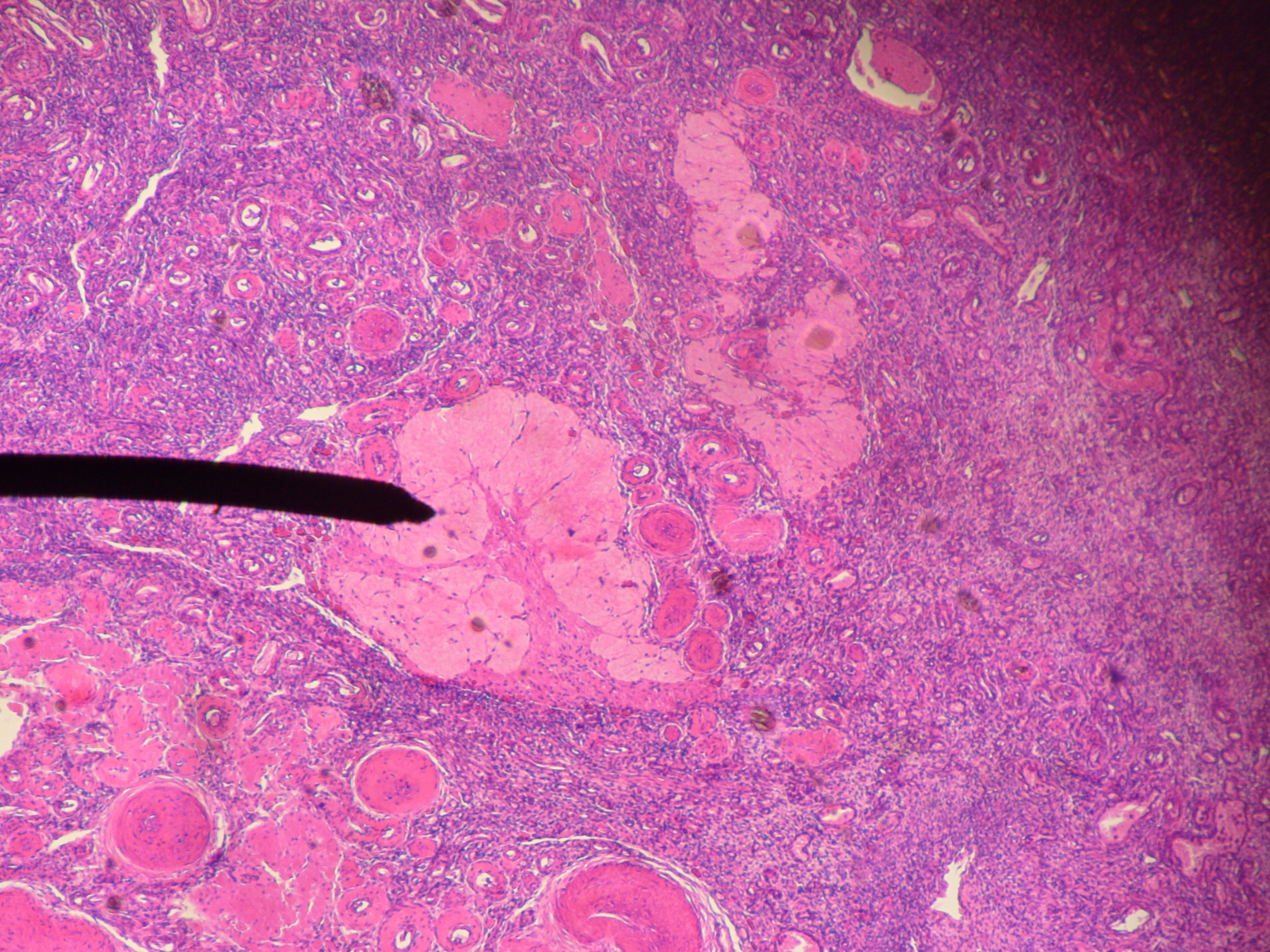
Ludzkie ciałko białawe widziane przez mikroskop

Ciałko białawe (łac. corpus albicans) – struktura powstająca w wyniku degradacji ciałka żółtego miesiączkowego. Gdy nie dojdzie do zapłodnienia, ciałko żółte po 10–12 dniach zaczyna zanikać wskutek działania leukocytów oraz fibroblastów odkładających w nim kolagen. Proces ten nosi nazwę luteolizy. W jego wyniku ciałko żółte przekształca się w ciałko żółte miesiączkowe, a następnie w ciałko białawe. Czas degradacji ciałka białawego wynosi kilka miesięcy.